# Kolo (Tomislavgrad, BiH)
Kolo je naseljeno mjesto u općini Tomislavgrad, Federacija Bosne i Hercegovine, BiH.

## Povijest
Današnje ime sela pojavljuje se vrlo rano, među prvima od svih duvanjskih sela. Za selo je znao i spominjao ga već veliki bosanski kralj Tvrtko I. Tvrtkov je dokument izgubljen, ali kralj Dabiša (1391. – 1395.) potvrđuje da je njegov predšasnik Tvrtko to selo bio darovao plemićkoj obitelji Semkovićima u zamjenu za selo Jošanicu, i to zbog velikog zločina koji su Koljani učinili ubivši sedam osoba. Kralj Dabiša potvrđuje Tvrtkovu darovnicu Semkovićima 17. svibnja 1395., što možemo smatrati "rođendanom" Kola. Kolo se također spominje i kroz čitavo vrijeme turske vladavine, a prvi put u biskupa Lišnjića 1670./71. kao jedno od rijetkih duvanjskih naseljenih mjesta.
Ime sela je hrvatskog podrijetla. Može označavati kolo kao pučku igru (ples), ali također i krug ili pak kotač. 

## Stanovništvo
| Kolo               |              |              |              |
| godina popisa      | 1991.        | 1981.        | 1971.        |
| Hrvati             | 635 (99,84%) | 624 (99,04%) | 634 (99,84%) |
| Muslimani          | 0            | 0            | 1 (0,15%)    |
| Srbi               | 0            | 0            | 0            |
| Jugoslaveni        | 0            | 2 (0,31%)    | 0            |
| ostali i nepoznato | 1 (0,15%)    | 4 (0,63%)    | 0            |
| ukupno             | 636          | 630          | 635          |

### Popis 2013.
| Kolo               |              |
| godina popisa      | 2013.        |
| Hrvati             | 996 (99,80%) |
| Bošnjaci           | 1 (0,10%)    |
| Srbi               | 0            |
| ostali i nepoznato | 1 (0,10%)    |
| ukupno             | 998          |

## Poznate osobe
- fra Smiljan Zvonar
- Virgilije Nevjestić, hrvatski grafičar, slikar i pjesnik

## Vanjske poveznice
- http://www.kolo-tg.com  Arhivirana inačica izvorne stranice od 6. ožujka 2016. (Wayback Machine)